# Ibrány-Nagyhalászi kistérség
A Ibrány-Nagyhalászi kistérség kistérség Szabolcs-Szatmár-Bereg megyében, központja: Ibrány.

## Települései
| Balsa       | Beszterec | Buj     | Demecser    | Gávavencsellő |
| Gégény      | Ibrány    | Kék     | Kemecse     | Nagyhalász    |
| Nyírbogdány | Paszab    | Székely | Tiszabercel | Tiszarád      |
| Tiszatelek  | Vasmegyer |         |             |               |